# Ист-Нортгемптоншир
Ист-Нортгемптоншир (англ. East Northamptonshire) — неметрополитенский район (англ. Non-metropolitan district) в графстве Нортгемптоншир (Англия). Административный центр — город Трапстон.

## География
Район расположен в северо-восточной части графства Нортгемптоншир, граничит с графствами Ратленд, Кембриджшир и Бедфордшир.

## Состав
В состав района входит 6 городов: 
- Аундл
- Ертлингборо
- Раундс
- Рашден
- Трапстон
- Хайэм Феррерс

и 51 община (англ. Civil parish).